# Hattier
Die Hattier – auch Protohattier – gehören zu den altkleinasiatischen Völkern und lebten spätestens seit Beginn der Kupferzeit in Anatolien. Wann die Indogermanen (spätere Luwier, Hethiter, Palaer) dort eintrafen, ist umstritten. Die Selbstbezeichnung der Hattier ist unbekannt. Später wurden sie nach der Region Ḫatti benannt, während die Hethiter ihre Sprache Nesisch, nešili, (nach der Stadt Kaneš) nannten.
Die hethitische Hauptstadt Ḫattuša wurde etwa um 6'000 von den Hattiern gegründet. Die Hethiter übernahmen später die Macht. Dabei wurde die einheimische Bevölkerung jedoch nicht vertrieben und bewahrte ihre Sprache. Das Hattische ging im 15. Jh. v. Chr. unter und lebte nur noch als Ritualsprache der Hethiter weiter.
Die hethitische Kultur wurde stark von der hattischen Kultur beeinflusst. Das bezeugt unter anderem der hattische Name Wurušemu für die wichtigste Göttin der hethitischen Mythologie, die Sonnengöttin von Arinna, oder die Bedeutung des ursprünglich hattischen Gottes Telipinu (hatt. Talipinu) im hethitischen Kult.

## Sprache
Zu Beginn schriftlicher Überlieferung aus dem Hethiterreich war die hattische Sprache, die genetisch isoliert ist, schon ausgestorben. Hattische Sprüche wurden aber im sakralen Bereich noch Jahrhunderte rezitiert, wenn auch kaum noch verstanden. Auch haben sich einige Substratwörter aus der hethitischen Sprache erhalten.